# Cryptandra congesta
Cryptandra congesta är en brakvedsväxtart som beskrevs av B.L. Rye. Cryptandra congesta ingår i släktet Cryptandra och familjen brakvedsväxter. Inga underarter finns listade i Catalogue of Life.